# Middlesex University
Middlesex University er et universitet i London. Det ligger i og har navn efter det historiske grevskab Middlesex.
Det blev grundlagt i 1973 som Middlesex Polytechnic. I 1992 fik det status som universitet og fik sit nuværende navn. Universitetets forløbere var St Katherine's College og Hornsey School of Arts and Crafts, som blev grundlagt i 1880'erne.
Der er fire almindelige campuser i det nordlige London: Trent Park, Hendon, Enfield, Cat Hill og en speciel campus som er fordelt på flere sygehuse. I 2005 blev der også åbnet en campus for udenlandsstudenter i Dubai, og samme år blev en campus i Tottenham nedlagt.
51°35′22″N 0°13′42″V / 51.5893495°N 0.2282466°V